# Stanisław Taszycki
Stanisław Taszycki z Lusławic herbu Strzemię (zm. między 16 lipca a 28 grudnia 1592 roku) – członek wspólnoty braci polskich, unitarianin, założyciel szkoły w Lusławicach, poseł na sejm.

## Działalność
Jego rodzice byli kalwinistami. Wykształcenie zdobył na uniwersytetach niemieckich. Był dworzaninem cesarza Karola V Habsburga. Nawróciwszy się, przyjął arianizm. Napisał dzieło: „Rozmowa o szczerej znajomości Boga, Syna Jego i Ducha Św., z przedmową do wiernych z Lusławic” (1575).

## Kariera poselska
Wielokrotnie posłował na sejmy. Był posłem województwa krakowskiego na sejm konwokacyjny 1573 roku, sejm koronacyjny 1574 roku, sejm koronacyjny 1576 roku. Poseł księstw zatorskiego i oświęcimskiego na sejm 1582 roku. Poseł województwa krakowskiego na sejm koronacyjny 1587/1588 roku.

## Małżeństwa i dzieci
Trzykrotnie żonaty. Pierwsza żona Wieruska urodziła 4 synów, m.in. Mikołaja, który zginął w walce z Sewerynem Nalewajkiem. Druga żona, córka Mikołaja Jordana (1515–1580), działacza reformacyjnego i sejmikowego urodziła kilkoro dzieci, m.in. Achacego. Trzecia żona Stanisława, Konarska urodziła m. in dzieci: Jana i Daniela oraz córkę Barbarę. Z dzieci Konarskiej: Jan Taszycki pełnił obowiązki pisarza ziemskiego krakowskiego, a Barbara poślubiła Jana Konieckiego, ochmistrza królewskiego. Z trzech małżeństw Stanisław Taszycki miał 20 synów i 3 córki. 